# Jerzy Tutaj
Jerzy Tutaj (ur. 5 lipca 1966 w Koszalinie) – polski polityk, działacz samorządowy, socjolog i nauczyciel akademicki, członek zarządu województwa dolnośląskiego (2011–2014).

## Życiorys
Ukończył II Liceum Ogólnokształcące im. Hugona Kołłątaja w Wałbrzychu. Po uzyskaniu matury podjął studia na Wydziale Humanistycznym Uniwersytetu Gdańskiego, ukończył na UG nauki polityczne (1992) i historię (1993). Odbył również na tej uczelni studia podyplomowe w zakresie historii Europy Środkowowschodniej XIX i XX wieku. W 1992 rozpoczął seminarium doktoranckie w Instytucie Filozofii i Socjologii Uniwersytetu Gdańskiego. Podczas studiów współorganizował Stowarzyszenie Liberałów w Gdańsku i współpracował z redakcją „Gazety Gdańskiej” oraz Instytutem Badań Opinii i Rynku „Pentor”. W 1988 uczestniczył w strajku okupacyjnym na Uniwersytecie Gdańskim.
Był dyrektorem Wałbrzyskiej Szkoły Zarządzania i Finansów (przekształconej w Wałbrzyską Wyższą Szkołę Zarządzania i Przedsiębiorczości). Objął na niej kierownictwo Katedry Socjologii. W 1998 rada Wydziału Nauk Społecznych Uniwersytetu Wrocławskiego nadała mu stopień naukowy doktora nauk humanistycznych w zakresie nauk o polityce na podstawie pracy pt. System społeczny w doktrynie buddyjskiej na tle historii Indii, której promotorem był profesor Władysław Pałubicki. W latach 1996–2004 pełnił funkcję dziekana Wydziału Nauk Społecznych na wałbrzyskiej uczelni. W 2013 objął stanowisko adiunkta w Katedrze Systemów Zarządzania na Wydziale Informatyki i Zarządzania Politechniki Wrocławskiej. Autor kilkudziesięciu publikacji naukowych, w tym książek z zakresu strategii rozwoju, innowacji, zarządzania, a także współautor Strategii Rozwoju Województwa Dolnośląskiego 2020, kilkunastu strategii gmin oraz przedsiębiorstw.
Od 2004 do 2011 był prezesem zarządu Zamku Książ. Ponadto stworzył też Centrum Europejskie Zamku Książ. Został członkiem Polskiego Towarzystwa Socjologicznego i Polskiego Towarzystwa Ewaluacyjnego. Współzałożyciel Instytutu Maxa Webera i redaktor naczelny wydawanego przez ten instytut czasopisma „European Journal of Management and Social Science”. Został też wiceprezesem zarządu spółki Park Technologii Kosmicznych – Badań, Rozwoju i Innowacji
W 2006 został radnym sejmiku dolnośląskiego z ramienia Platformy Obywatelskiej, objął funkcję przewodniczącego Komisji Polityki Rozwoju Regionalnego i Gospodarki Województwa Dolnośląskiego oraz wiceprzewodniczącego Komisji Ochrony Środowiska i Gospodarki Wodnej. W 2009 bez powodzenia kandydował do Parlamentu Europejskiego. W 2010 uzyskał reelekcję na kolejną kadencję radnego sejmiku. W 2011 objął stanowisko członka zarządu województwa, które zajmował do 2014. W tym samym roku ponownie bezskutecznie kandydował do PE, nie startował natomiast w kolejnych wyborach samorządowych.